# Нювчимське сільське поселення
Нювчи́мське сільське поселення (рос. Нювчимское сельское поселение) — муніципальне утворення у складі Сиктивдинського району Республіки Комі, Росія. Адміністративний центр та єдиний населений пункт — селище Нювчим.

## Населення
Населення — 530 осіб (2017, 511 у 2010, 619 у 2002).

## Відомі особистості
В поселенні народився:
- Гришин Едуард Олександрович (1930-1996) — радянський педагог.